# Malomir (distrikt i Bulgarien, Sjumen)
Malomir (bulgariska: Маломир) är ett distrikt i Bulgarien.   Det ligger i kommunen Obsjtina Vărbitsa och regionen Sjumen, i den östra delen av landet, 280 km öster om huvudstaden Sofia.
I omgivningarna runt Malomir växer i huvudsak lövfällande lövskog. Runt Malomir är det ganska glesbefolkat, med 21 invånare per kvadratkilometer.